# Mopsuéstia
Mopsuéstia (em grego: Μοψουεστία; romaniz.: Mopsou(h)estia; em latim: Mopsuestenus) foi uma antiga cidade da Cilicia Campestris, junto ao rio Píramo (atualmente rio Ceyhan), situada aproximadamente 20 km a leste da antiga Antioquia na Cilícia (atual Adana, no sul da Turquia). Situava-se na estrada que ligava Tarso a Isso.
Ao longo da sua história foi também conhecida pelos nomes de Mopsos, Mopsucrenas (Mopsucrenae ), Selêucia no Píramo (em grego clássico: Σελεύκεια πρὸς τὸν Πύραμον; romaniz.: Seleukeia pros ton Pyramon; em latim: Seleucia ad Pyramum), Hadriana (ou Adriana), Décia, al-Maṣṣīṣah, Mamistra, Mamistao, Messis, Mensis, Missis, Misis. Na Idade Média os nomes mais comuns eram Mamistra, para os cristãos, e al-Massisa para os muçulmanos. O nome da aldeia que existe atualmente no local é Yakapınar, a qual faz parte do distrito de Yüreğir, província de Adana e região do Mediterrâneo.

## História
Segundo a lenda, a cidade foi fundada pelo adivinho Mopso, que viveu antes da Guerra de Troia, mas raramente é mencionado antes da era cristã. Plínio, o Velho chamou-lhe a cidade independente de Mopsos, mas o nome mais comum é Mopsuéstia, como se encontra nas obras de Estêvão de Bizâncio (século VI d.C.) e nas de todos os geógrafos e cronistas cristãos.
Quando esteve sob o domínio do Império Selêucida, a cidade foi chamada Selêucia no Píramo, nome que foi abandonado após a conquista romana. Durante o reinado de Adriano foi rebatizada com o nome desse imperador romano; o durante o reinado de Décio tomou o nome de Décia e o mesmo se passou com outros imperadores romanos, como se deduz pelas inscrições e moedas da cidade. Constâncio II (317–361) mandou construir uma ponte magnífica sobre o Píramo, que foi depois restaurada por Justiniano (r. 527–565) e de novo  recentemente.
O cristianismo foi aparentemente introduzido em Mopsuéstia muito cedo e há referência a um bispo no século III, Teodoro, o adversário de Paulo de Samósata. Outros residentes célebres da cidade no período cristão primitivo são Santo Auxêncio (m. 360) e Teodoro, bispo de Mopsuéstia entre 392 e 428 e primo e professor de Nestório.

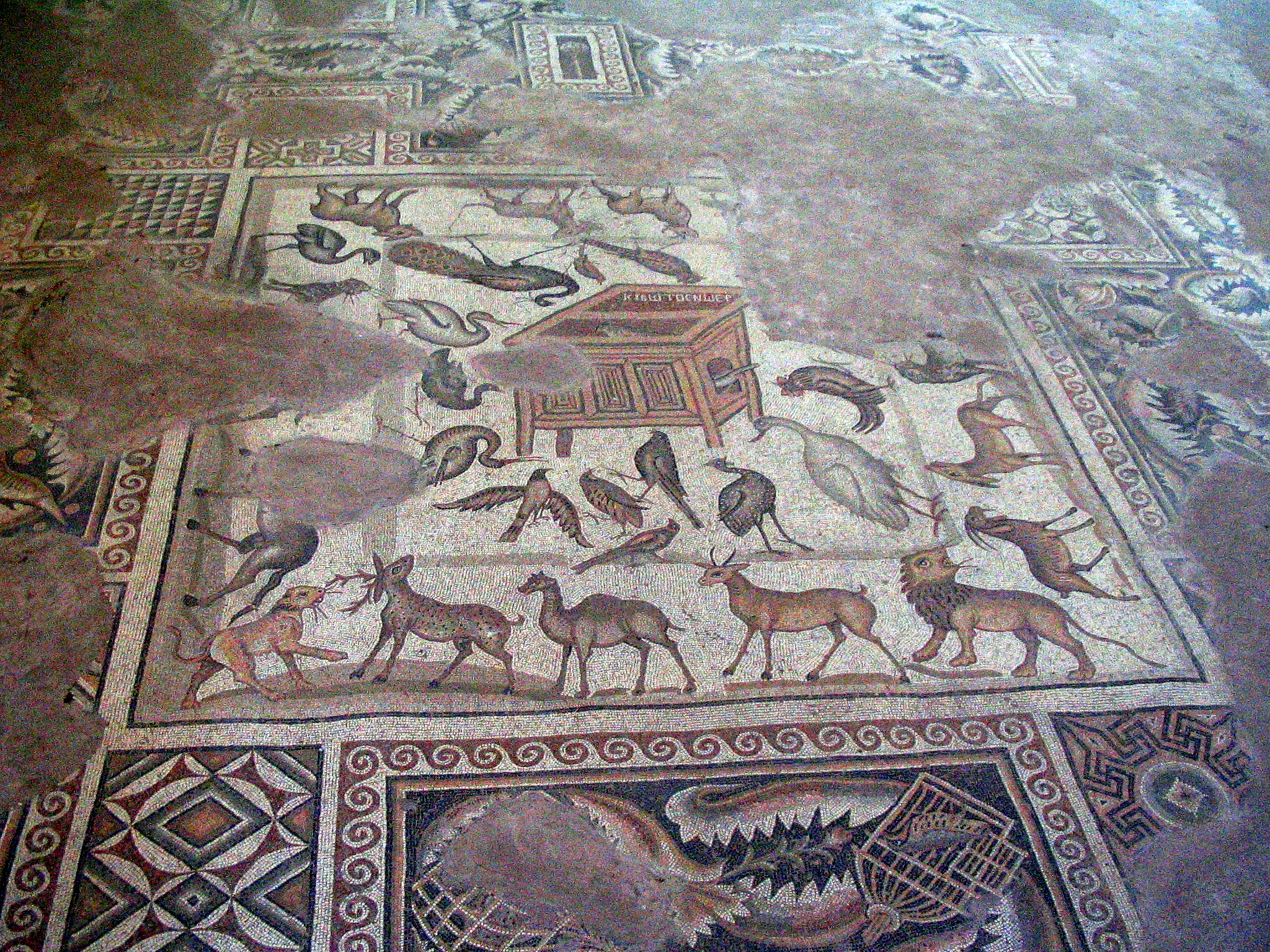
Mosaico representando a Arca de Noé encontrado em Mopsuéstia em exposição no Museu do Mosaico de Misis

A cidade foi conquistada pelos Árabes no início da expansão islâmica — em 686 todos os fortes circundantes tinham sido tomados pelos invasores, que em 700 fortificaram a cidade, a que chamavam al-Maṣṣīṣah. Devido à sua localização na fronteira entre o califado e o Império Bizantino, a cidade foi repetidamente disputada e mudou de mãos em diversas ocasiões. Em 964 foi cercada sem sucesso pelas tropas de João I Tzimisces, tendo sido tomada no ano seguinte após um longo e difícil cerco por Nicéforo II Focas.
Mopsuéstia tinha então 200 000, uma parte deles muçulmanos, e os Bizantinos esforçaram-se por recristianizar a cidade. O rio Píramo formava um grande porto que se estendia por quase 30 km até ao mar. Em 1097 os cruzados tomaram posse da cidade e envolveram-se numa luta fratricida sob as suas muralhas. Permaneceu na posse de Tancredo da Galileia, que a a anexou no Principado de Antioquia. A cidade sofreu muito com as guerras mortíferas entre cruzados, Arménios e Bizantinos, mudando de mãos várias vezes, nomeadamente em 1106, 1152 e 1171. Finalmente os Bizantinos abandonaram-na para os Arménios. Incendiada em 1266, Mamistra, como era então conhecida, foi durante dois anos a capital do Reino Arménio da Cilícia, quando um conselho ali se reuniu. Embora nesse tempo já se encontrasse em declínio, ainda contava com pelo menos quatro igrejas arménias, e a diocese grega ainda existia no início do século XIV. Em 1322 os Arménios sofreram uma grande derrota sob as suas muralhas. Em 1432, o peregrino francês Bertrandon de la Broquière menciona a cidade governada pelos muçulmanos e em grande parte destruída. Desde então declinou continuamente e no período otomano tornou-se uma pequena aldeia com o nome de Misis. A aldeia foi rebatizada Yakapınar na década de 1960.

## Atualidade
Na aldeia de Yakapınar existe o Museu do Mosaico de Misis, fundado em 1959 para expor os mosaicos descobertos na área.
Mopsuéstia continua a ser uma sé titular da Igreja Católica Romana, cujo lugar está vago desde a morte do último bispo, Joseph Gotthardt, em 1963.